# جامعة تومسون ريفرز
جامعة تومسون ريفرز هي جامعة عامة في كندا تأسست عام 1970. تقع في مدينة كاملوبس.

## إحصائيات
يبلغ عدد طلاب الجامعة 13,072 طالب.